# Miroslav Jeník
Miroslav Jeník (* 7. března 1960 Nymburk) je český politik, bývalý člen ODS, v letech 2008 až 2013 poslanec Poslanecké sněmovny českého parlamentu.

## Životopis
V roce 1979 odmaturoval na nymburském gymnáziu. V roce 1983 dokončil pražskou Vysokou školu ekonomickou. Do roku 1988 pracoval na Generálním ředitelství železničního průmyslového opravárenství. Do roku 1992 pak byl vedoucí finančního a účetního odboru v ZOM Nymburk. V následujících dvou letech byl ve firmě Philip Morris. Poté dva roky pracoval ve společnosti Shell. V letech 1994–1996 studoval v Glasgow. Od roku 1996 do roku 2006 působil v kolínské společnosti Alco Controls, nejdřív na postu manažera financí a lidských zdrojů, pak jako prokurista.
Členem ODS se stal roku 1996. V roce 2006 nastoupil jako náměstek na Ministerstvo práce a sociálních věcí České republiky k ministru Petru Nečasovi.
V komunálních volbách roku 1998 a komunálních volbách roku 2002 neúspěšně kandidoval do zastupitelstva města Nymburk za ODS. Zvolen se byl v komunálních volbách roku 2006, opětovně se neúspěšně o zvolení pokusil v komunálních volbách roku 2010. Profesně se k roku 1998 uvádí jako ekonom, následně k roku 2002 coby technik, v roce 2006 jako finanční ředitel a roku 2010 coby poslanec. V roce 2006 se stal také nymburským místostarostou.
Ve volbách v roce 2006 kandidoval do poslanecké sněmovny za ODS (volební obvod Středočeský kraj). Nebyl zvolen, ale do sněmovny usedl dodatečně 17. září 2008 po rezignaci Jana Moravy. Angažoval se ve sněmovním výboru pro sociální politiku. Poslanecký mandát obhájil ve volbách roku 2010. Byl místopředsedou výboru pro sociální politiku a členem zemědělského výboru.
Ve volbách do Poslanecké sněmovny PČR v roce 2013 kandidoval v Královéhradeckém kraji jako lídr hnutí Hlavu vzhůru, ale neuspěl.
Je ženatý. Má dva syny.